# Katy Rémy
Pour les articles homonymes, voir Rémy (homonymie).
Katy Rémy (née en 1945 à Decize) est une écrivain et poète française

## Biographie
Travaillant comme documentaliste au CNRS de Sophia Antipolis, elle publie depuis 1977 dans différentes revues. De 1986 à 2000, elle anime également le Jardin littéraire, salon privé consacré à la poésie et revue (2 numéros) avec Christian Arthaud.
Elle a organisé plusieurs manifestations à Nice (semaines de poésie, lectures publiques) et fait partie en 1983 du comité d´organisation des manifestations célébrant le cinquantième anniversaire de la mort de Raymond Roussel. Membre fondateur de la revue Poésie d'Ici.
Participation au Printemps des poètes, Nice 2003 avec le peintre Anne Pesce

## Publications
- Convoitises, Flammarion, 1984
- Les récits de la Grande Peste, éditions Tipaza, 2000Écrit avec le peintre Franta.
- Sous les lianes, éditions Tipaza, 2000Écrit avec le peintre S. Ceccarelli.
- La Porte, Pochades, 2002
- Paysages solitaires, éditions Tipaza, 2008Écrit avec le peintre Patrick Lanneau.
- L'œuvre gravée de Claude Morini, éditions stArt et L'Ormaie, 2013, coécrit avec Philippe Claudel, Jacques Simonelli, Bruno Mendoça, Michel Joyard et François Bourgeau.
- Journellement, éditions Plaine page, 2014

## Sources
- « Biographie » (consulté le 21 mai 2007)